# Les Blacks (gang)
Les Blacks sont un cartel de la drogue français originaire de la cité des Lauriers, dans le 13e arrondissement dans les quartiers nord de Marseille.

## Histoire
Créé dans les années 2000 par quatre frères de la famille Ahamada d’origine comorienne venant du 13e arrondissement dans les quartiers nord de Marseille.
De 2008 à 2015, une trentaine de règlements de compte sont attribués à la guerre qu’ils se livrent avec Les Gitans de la cité voisine des Cèdres.
En 2015, une vaste opération de police menée aux Lauriers met fin aux opérations des Blacks. Sénateur et Beur, interpellés parmi 24 autres individus et sont jugés en 2017, leur procès met au jour un chiffre d’affaires de 60 000 euros par jour. Les peines les plus lourdes sont prononcées à l’encontre de Djoussouf Ahamada, alors âgé de 42 ans, surnommé «Sénateur», et de Oukoutoub Ahamada, 28 ans, surnommé «Beur». Ils écopent respectivement de douze et dix ans de prison.
En 2021, le gang les Blacks se reforme et font la guerre au gangs de la DZ Mafia pour la prise de contrôle de plusieurs points de deal dont celui du Moulin de Mai dans le 3e arrondissement.

## Membres
| Nom                                | Nationalité(s) | Notes                                | Statut actuel            | Réf   |
| ---------------------------------- | -------------- | ------------------------------------ | ------------------------ | ----- |
| Djoussouf Ahamada dit « Sénateur » | Française      | Chef et fondateur du gang Les Blacks | En prison, mis en examen | [ 3 ] |
| Oukoutoub Ahamada dit « Beur »     | Française      | Chef et fondateur du gang Les Blacks | En prison, mis en examen | [ 3 ] |